# 1980년 세인트헬렌스산 분화
1980년 세인트헬렌스산 분화는 1980년 5월 18일에 미국 워싱턴주 스카마니아군에 있는 세인트헬렌스산이 화산 폭발 지수 5에 달하는 대폭발을 일으킨 사건을 말한다. 분화로 57명이 목숨을 잃었으며, 10억 달러의 재산 피해가 있었다. 또한 폭발의 결과로 산의 높이가 2950m에서 2550m로 낮아졌다.